# Mónica Sánchez-Navarro
Mónica Sánchez-Navarro  (Mexikóváros, Mexikó, 1954. február 4. –) mexikói színésznő.

## Élete és pályafutása
1954. február 4-én született Mexikóvárosban. Testvére, Rafael szintén színész. Karrierjét 1979-ben kezdte.
Három gyermeke van: Cassandra, Benito és Mónica.

## Filmográfia

### Telenovellák
- Simplemente María (2015) - Georgina Landa Mendizábal de Rivapalacio
- Dama y obrero (2013) - Margarita Pérez
- Qué bonito amor (2012-2013) - Altagracia Martinez de la Garza
- Principessa (1984) - Erika María
- Juegos del destino (1981) - Vanessa
- Una mujer marcada (1979) - Lucero Lascuráin
- El cielo es para todos (1979) - Juana Paula

### Filmek
- Fiebre de amor (1985)
- Fieras en brama (1983)
- Una pura y dos con sal (1983)
- El Guardespaldas (1980)

### Sorozatok
- La rosa de Guadalupe (2013)
- Mujer, casos de la vida real (2001)